# AN/SQS-23
AN/SQS-23 — американская корабельная гидроакустическая станция дальнего радиуса действия, разработанная в середине 1950-х гг. и производившаяся компанией Sangamo Electric (в 1975 году была приобретена Schlumberger). Была принята на вооружение ВМС США в 1959 году, со второй пол. 1960-х гг. стартовала программа модернизации и продления сроков эксплуатации имеющихся SQS-23, оборудования их новой приёмоизлучающей системой TR-208A в 1967-1973 гг. SQS-23 работала в режиме обзора, анализа подводной остановки, вращающегося направленного излучения (англ. RDT, Rotated Directional Transmission), управляемого направленного излучения (англ. SDT, Steered Directional Transmission) и в ручном режиме.
Теоретически ГАС имела охват 360° по азимуту, однако резиновый экран в сторону кормы, защищавший сонар от шумов, создаваемых двигателем и винтами, сужал охват до 300°.
В модифицированном аналого-цифровом варианте панель управления SQS-23 использовалась в сочетании с компьютерами GE-635, программируемыми на языке ФОРТРАН-4.

## Производство
В производстве основных узлов SQS-23 участвовали:
- Станция в целом — Sangamo Electric Co., Спрингфилд, Иллинойс;[6]
- Комплект модифицированного оборудования (upgrade suite), программа модернизационных работ (Performance and Integration Retrofit (PAIR) Program) — Raytheon Co., Submarine Signal Div., Портсмут, Род-Айленд;[7]
- Коммутаторы — Sangamo Electric Co., Спрингфилд, Иллинойс;[8]
- Обтекатель — Bath Iron Works Corp., Бат, Мэн;[9]
- Сканирующая аппаратура дальнего действия LORA — Sangamo Electric Co., Спрингфилд, Иллинойс;[10]
- Приёмоизлучающая система TR-208/TR-208A — Dynamics Corporation of America, Massa Div., Хингем, Массачусетс; Hazeltine Electronics Corp., Литтл-Нек, Лонг-Айленд;[3]
- Приёмоизлучающая система TR-197 — Raytheon Co., Submarine Signal Div., Портсмут, Род-Айленд;
- Цифровой вычислительный комплекс GE-635 — General Electric Co., Computer Dept., Финикс, Аризона.[5]

## История
Первая установка произведена в 1958 году. Всего установлено 197 сонаров. Основное назначение — наведение противолодочных ракет ASROC.
Затем, на замену SQS-23 Edo Corp. и General Electric Co. разработали SQS-26.

## Технические характеристики
Источник информации.
- Ширина луча: 9,25° × 9,25°
- Диапазон по азимуту: 360°
- Диапазоны по дальности: 0,9 / 2,3 / 4,5 / 9 / 18 / 36 км
- Импульсная мощность: 60 кВт
- Частота сигнала: 4,5 / 5 / 5,5 кГц.
- Длительность импульса 5 / 30 / 120 мс
- Частота импульсов: 150 Гц
- Антенна[12]:
  - Размеры (диаметр × высота) — 2,55 × 1,60 м
  - Число элементов — 432[13] (48 рядов по 9 элементов)
  - Тип приёмопередающего элемента — TR-208

## Носители
- Ракетный крейсер CGN-9 «Лонг Бич»
- Ракетный крейсер CGN-25 «Бейнбридж»
- Ракетные крейсера типа «Леги»
- Эскадренные миноносцы типа «Чарльз Ф. Адамс» (4 единицы)
- Эскадренные миноносцы типа «Фаррагат»